# Nadezhda Dukstulskaitė
Nadežda Dukstulskaitė [aussi écrit Dukshtulsky ou Dukstulsky], née le 5 mars 1912 et morte le 5 octobre 1978, est une pianiste dont les concerts et les enregistrements ont favorisé la notoriété internationale des compositeurs lituaniens et qui ont influencé plusieurs générations de pianistes, chanteurs et autres musiciens lituaniens. Elle est l'une des rares survivantes du ghetto de Kovno. 

## Jeunesse
Nadežda Dukstulskaitė est née dans une famille juive de musiciens de ce qui est alors Dvinsk, qui fait alors partie de l'Empire russe (aujourd'hui Daugavpils en Lettonie). Son talent se manifeste très tôt, avec des cours de piano auprès de son père, Martynas Dukstulskis et à sept ans, elle entre dans une école de piano privée dans la ville lituanienne de Kaunas, où la famille emménage en 1918. À l'âge de 12 ans, elle est admise au Conservatoire Stern de Berlin, où elle étudie pendant six ans avec le professeur de piano influent Leonid Kreutzer (en) et en sort diplômée en 1928. Peu de temps après son retour à Kaunas, son père meurt subitement. Pour subvenir aux besoins de la famille, elle prend un emploi en tant que pianiste pour le cinéma. 

## Carrière jusqu'en 1941
De 1929 à 1941, son travail à la radio ainsi que les concerts qu'elle donne dans toute l'Europe du Nord lui permettent de gagner une large reconnaissance pour la musique lituanienne dans son pays et à l'étranger, Au cours de cette période, elle fait partie d'un noyau de musiciens qui travaille à la radio d'État Kaunas Radio pour développer les premiers programmes musicaux et émissions de concerts du pays. 

## Seconde Guerre mondiale
Avec l'invasion de la Lituanie par l'Allemagne nazie en 1941, elle est détenue dans le ghetto juif de Kaunas (le ghetto de Kovno). Là, elle participe aux concerts de l'orchestre du ghetto. Elle y est détenue jusqu'en 1944, date à laquelle elle s'échappe d'un chantier pour se réfugier à Vilnius. 

## Carrière d'après-guerre
Restée après la fin de la Seconde Guerre mondiale en Lituanie qui est annexée par l'Union soviétique, elle reprend en 1944 son travail de pianiste radio, de pianiste de concert et d'accompagnatrice partant en tournée dans les républiques de l'Union soviétique. Tout au long de cette période, qui se poursuit jusqu'en 1959, elle fait de grands efforts personnels pour aider les jeunes musiciens talentueux à se développer et à mûrir. 

## Dernières années
En raison d'une mauvaise santé, elle prend officiellement sa retraite en 1959, mais est néanmoins restée active. En fait, de 1959 jusqu'à sa mort en 1978, elle joue un rôle majeur dans la création et le développement de la chorale et de l'école de musique Ąžuoliukas (en), aidant de nombreux musiciens à faire leurs premiers pas dans la musique. 
D'éminents musiciens lituaniens qui ont attribué leurs réalisations en partie à leurs études sous son égide incluent le chanteur d'opéra Vladimiras Prudnikovas (lt), le violoncelliste Valentinas Kaplūnas, les pianistes Robertas Bekionis (lt) et Leonidas Melnikas (lt) ainsi que la violoniste Kornelija Kalinauskaitė (lt).